# 哈利法克斯公共花园
哈利法克斯公共花园（Halifax Public Gardens）是新斯科舍省哈利法克斯的一个维多利亚时代的公共花园，辟于1867年，即加拿大联邦成立的年份。它位于哈利法克斯半岛，靠近春天花园路购物区，对面是维多利亚公园。1984年公布为加拿大国家历史遗产。
公共花园占地16英亩，以春天花园路、南公园街、夏季街和萨克维尔街为界。每年大约从5月1日开放到11月1日。景观风格是维多利亚式。除了雕像和广阔的花坛外，还有三座喷泉、两座石桥、三个池塘（一大两小）。花园还设有一个音乐台，用于夏季周日下午的免费公共音乐会。每年的加拿大日（7月1日）和出生日（8月的第一个星期一）花园里都有庆祝活动。
在过去，许多人喜欢喂以花园为家的鸭子，现在已被禁止。
公共花园在2003年被飓风胡安严重破坏。许多树木被毁，迫使花园关闭并重新设计。花园于2004年加拿大日重新开放。幸运的是，一些老树在飓风中幸存下来，其中一棵美国榆树可以追溯到19世纪60年代。

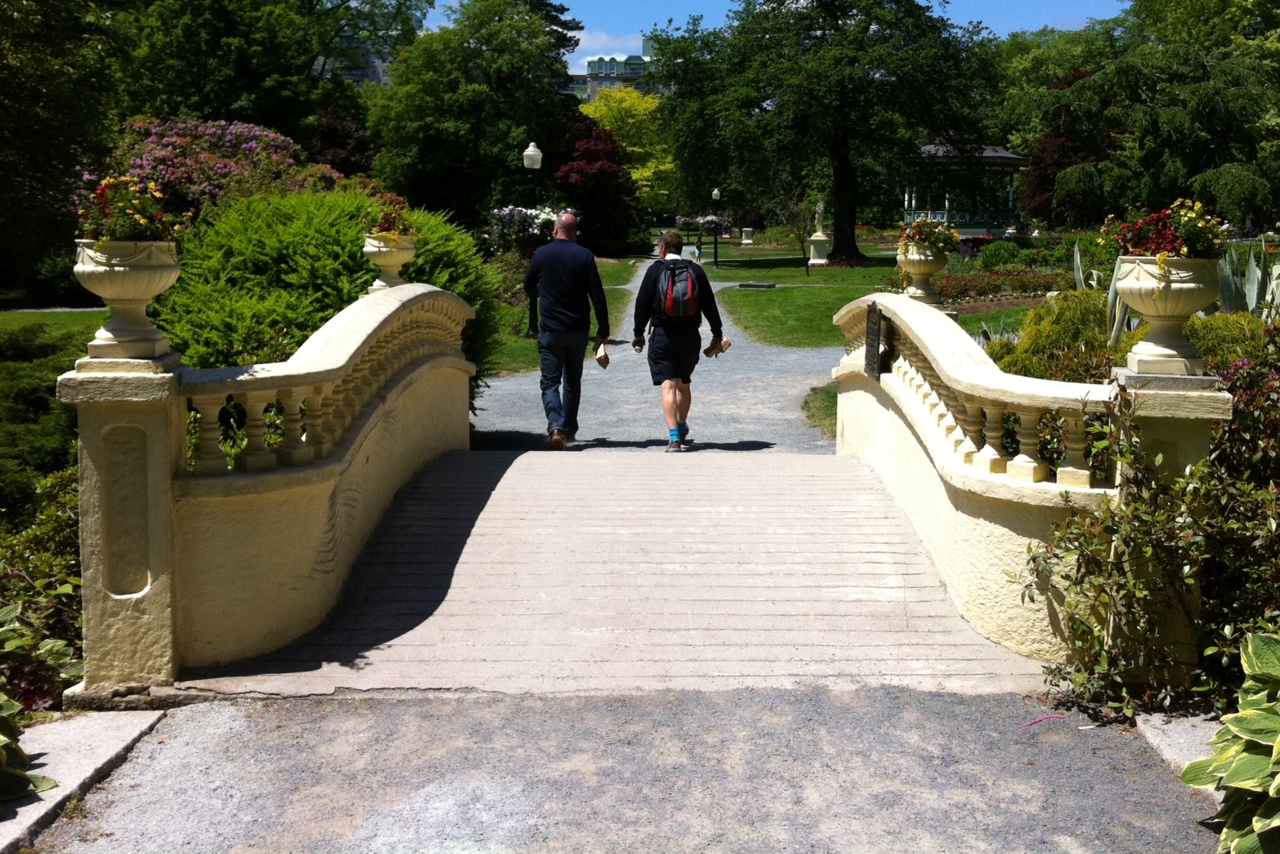
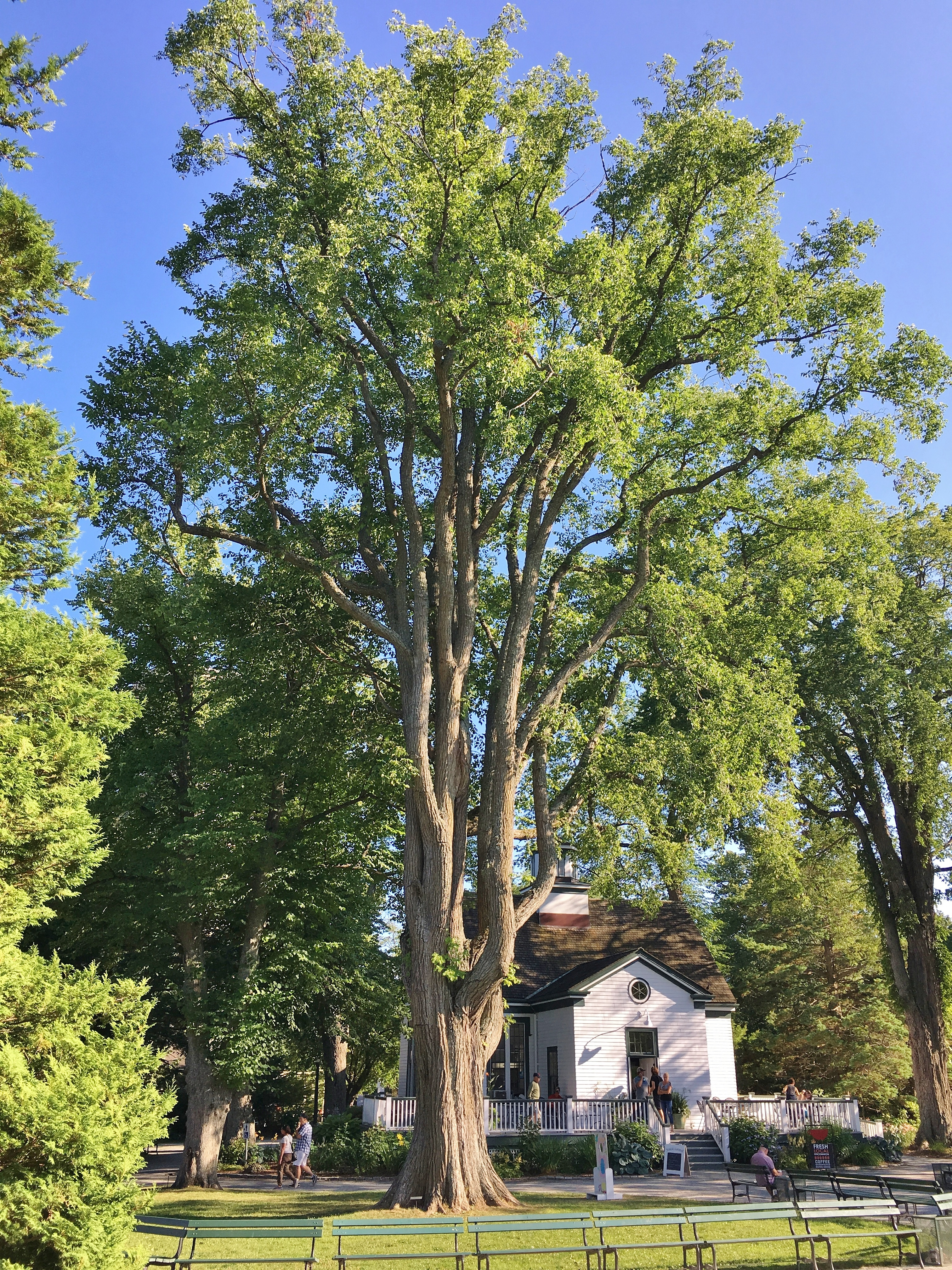
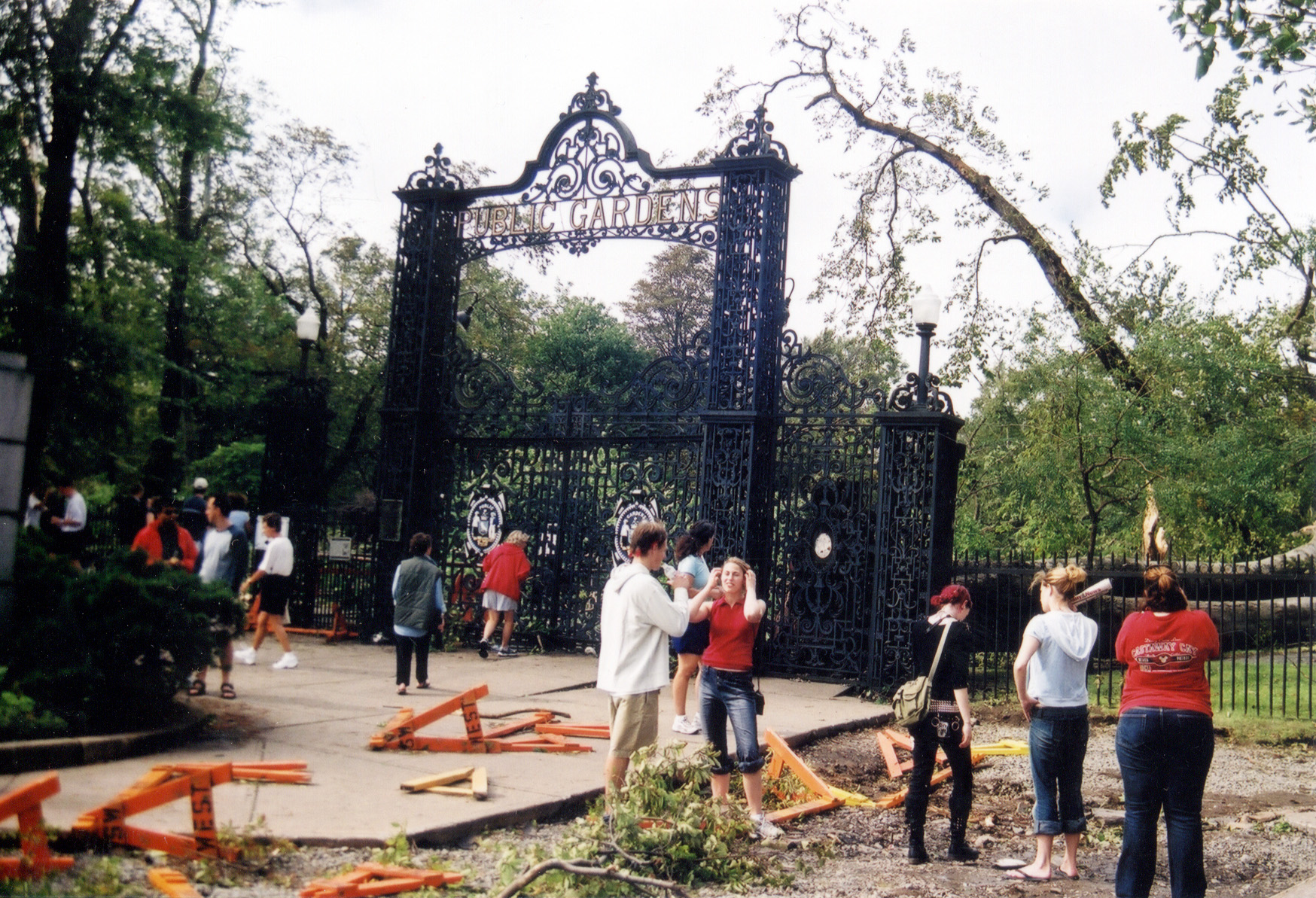
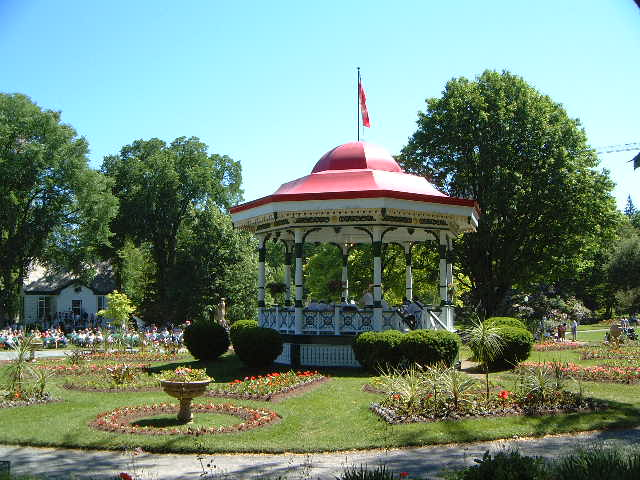
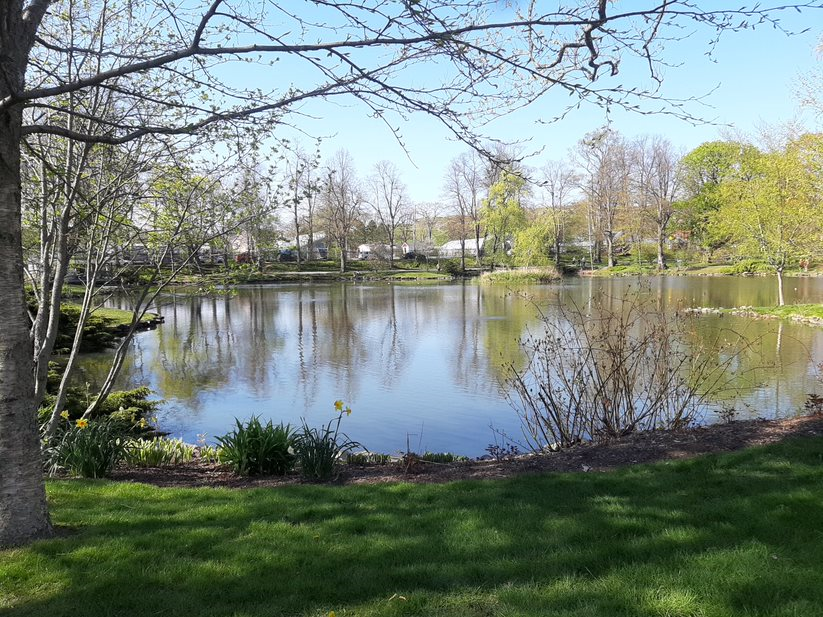
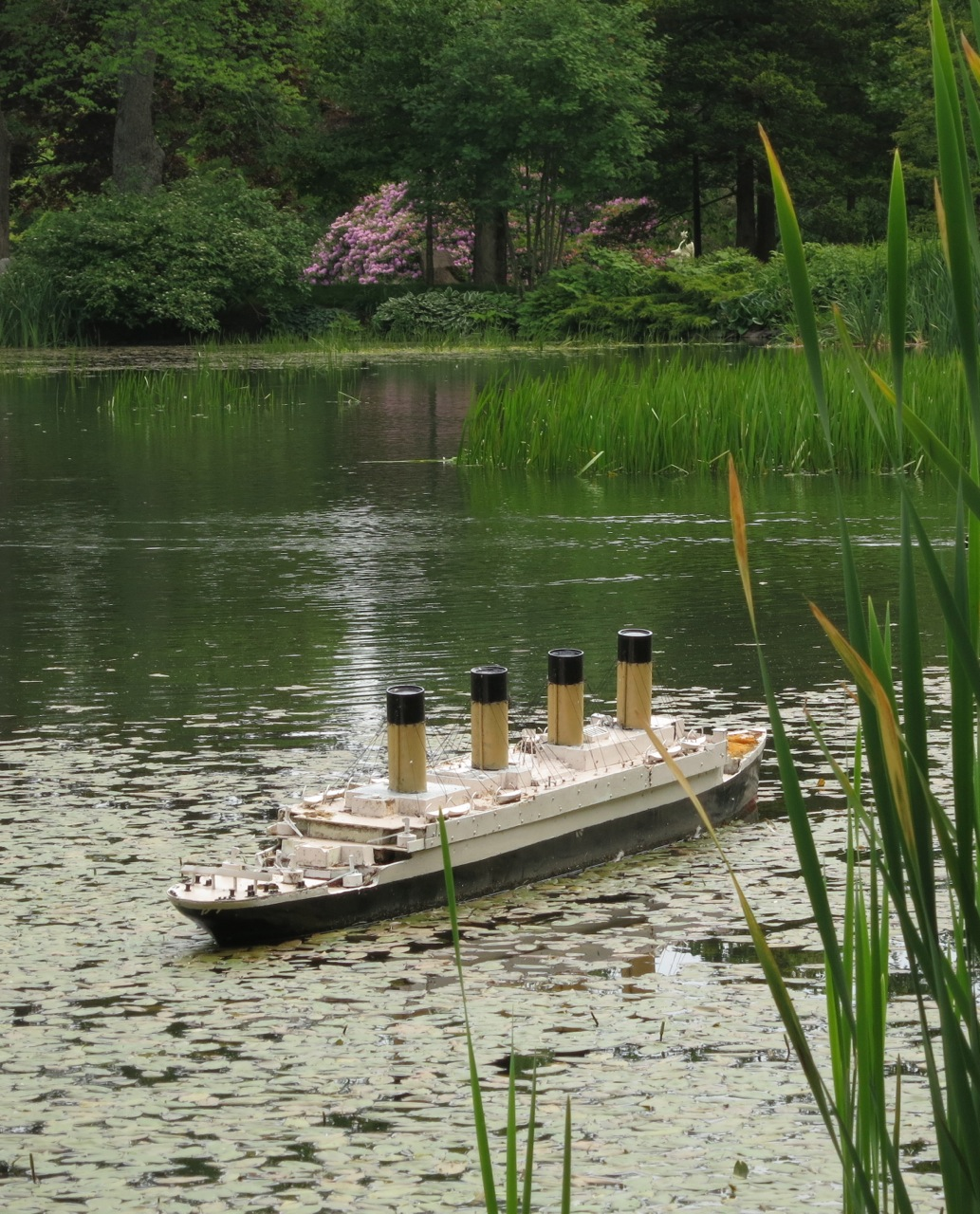
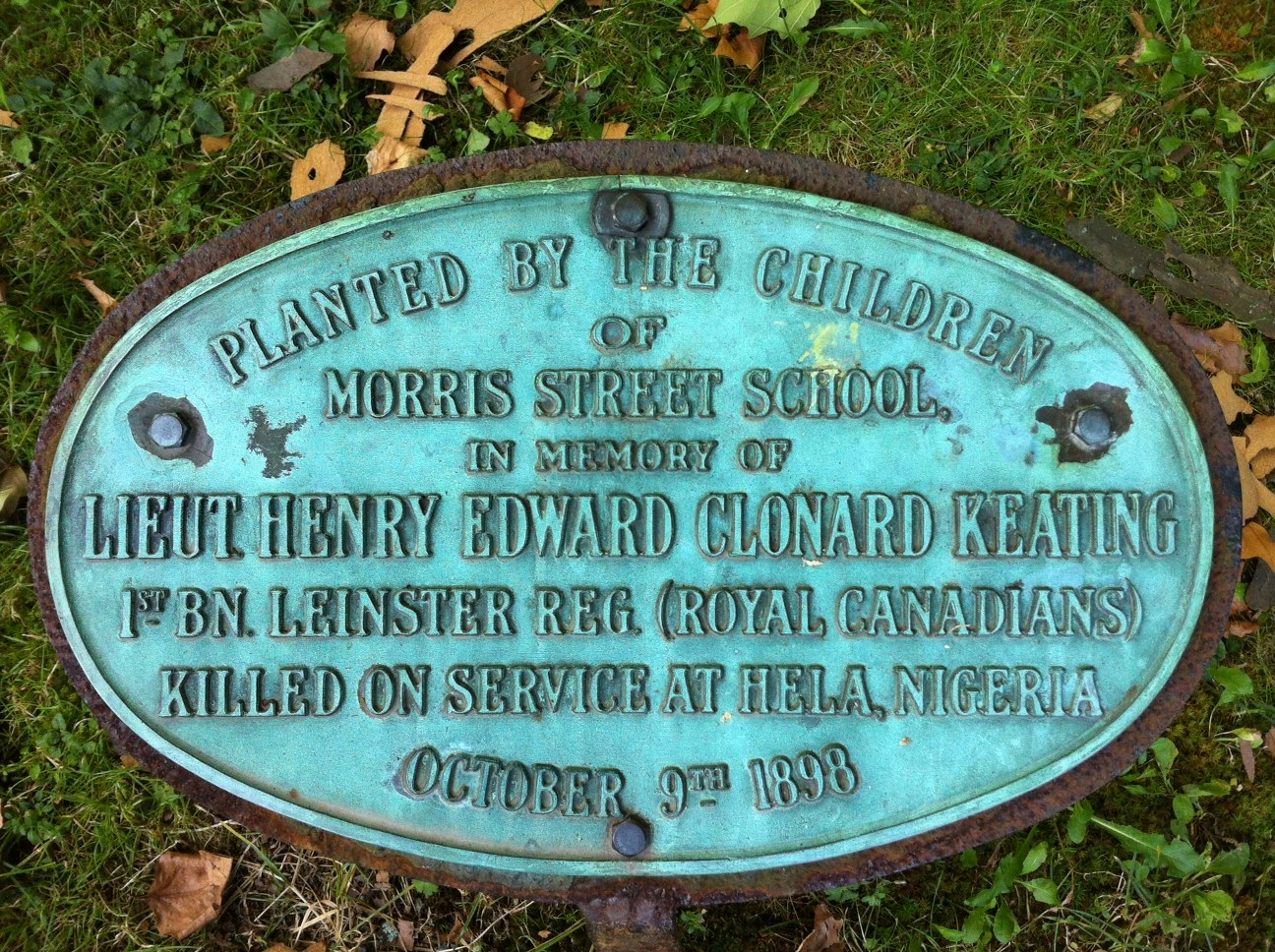
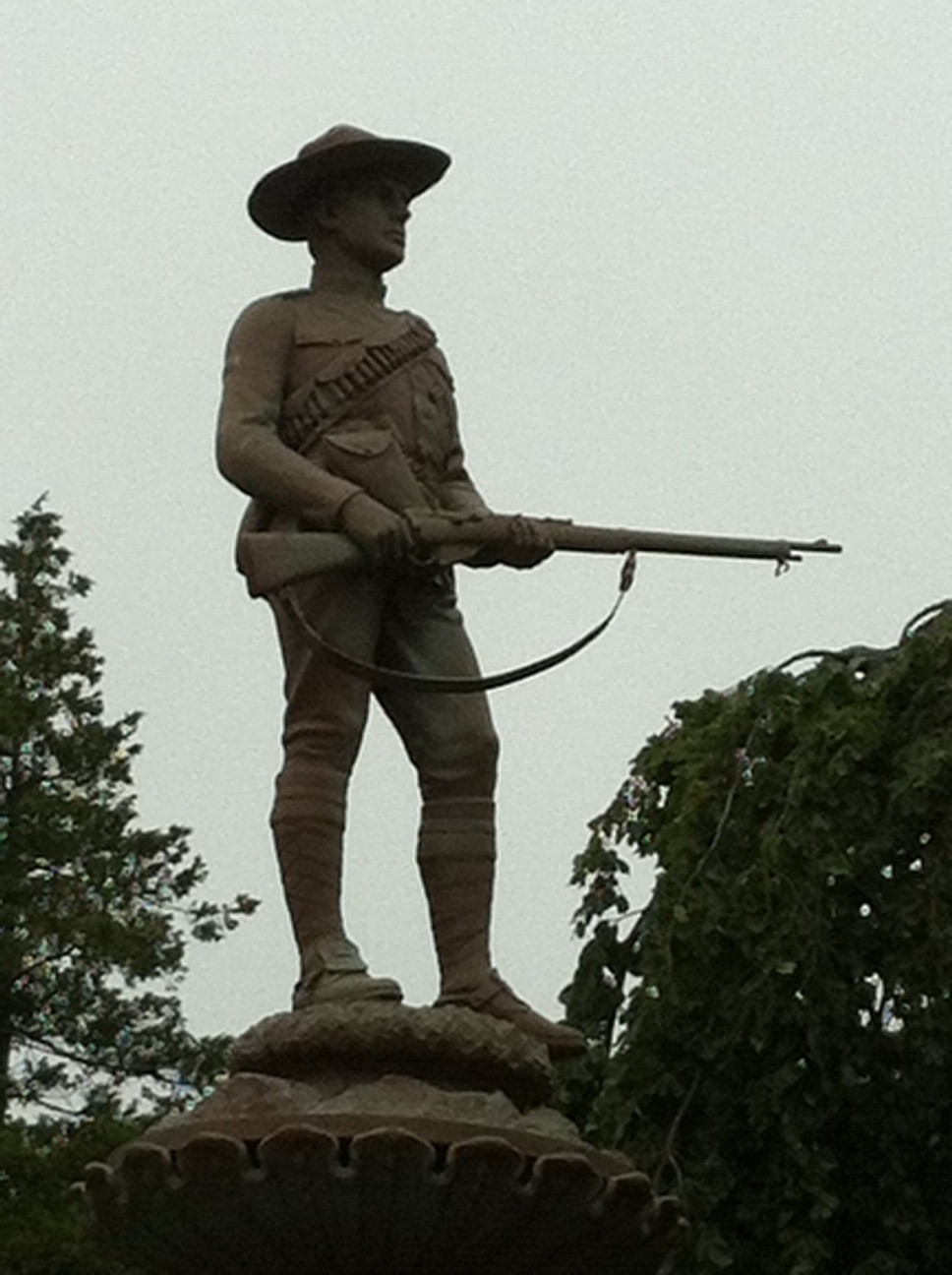
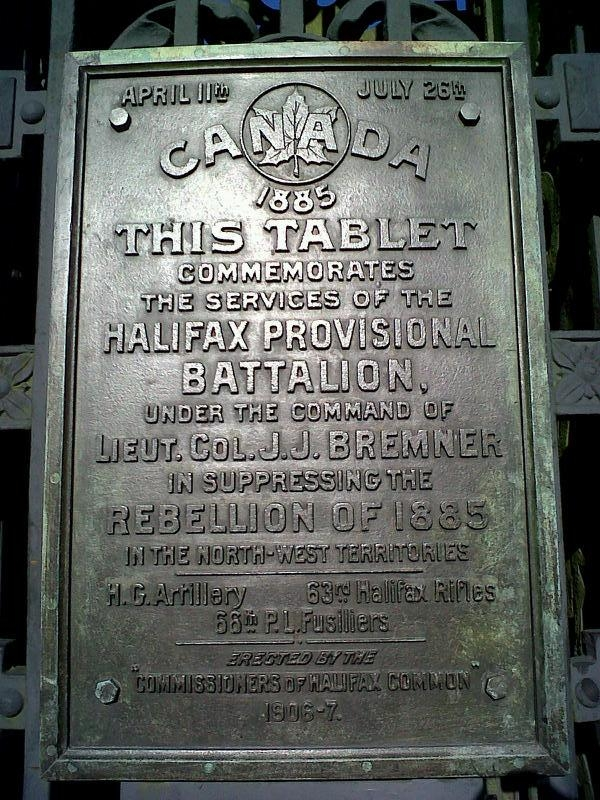
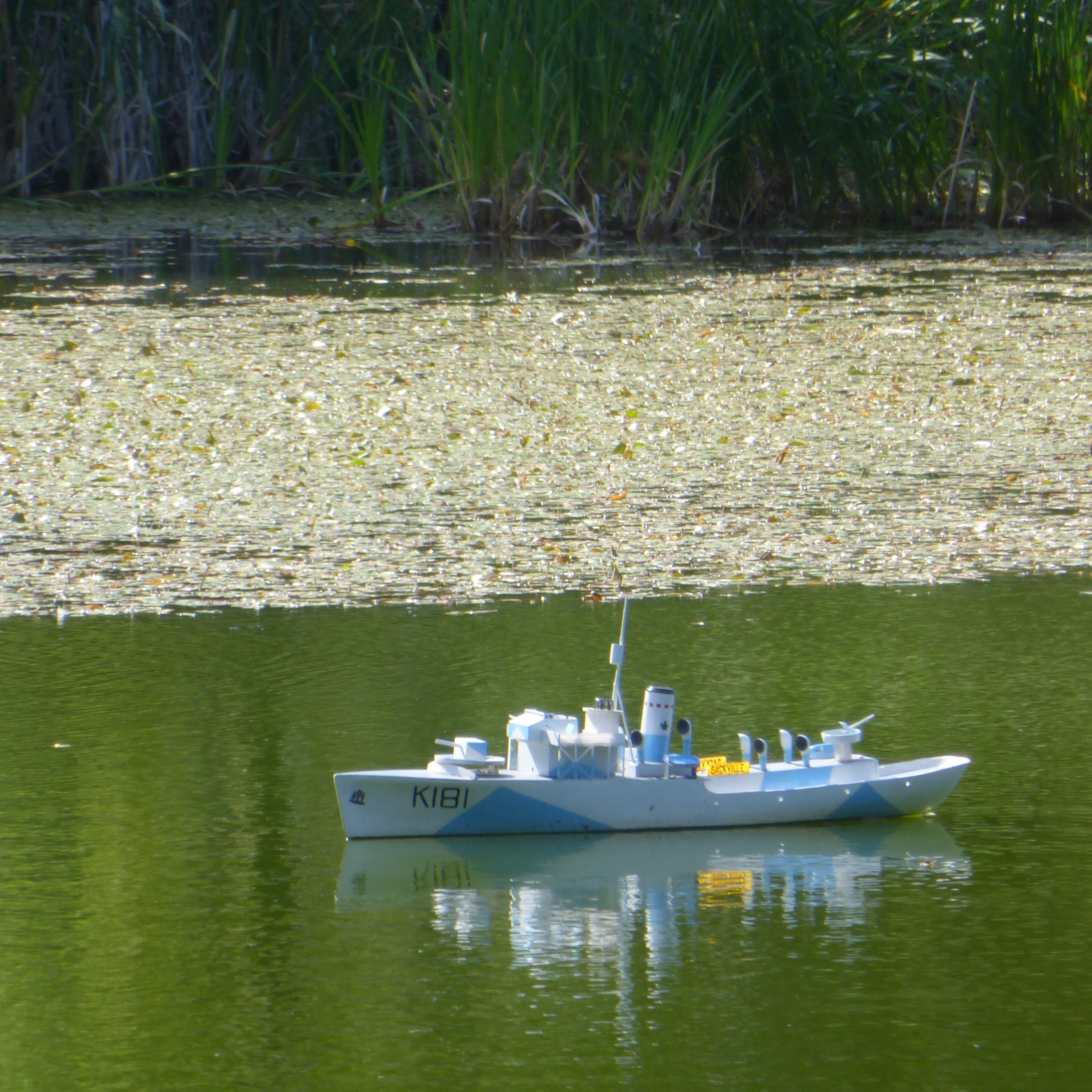
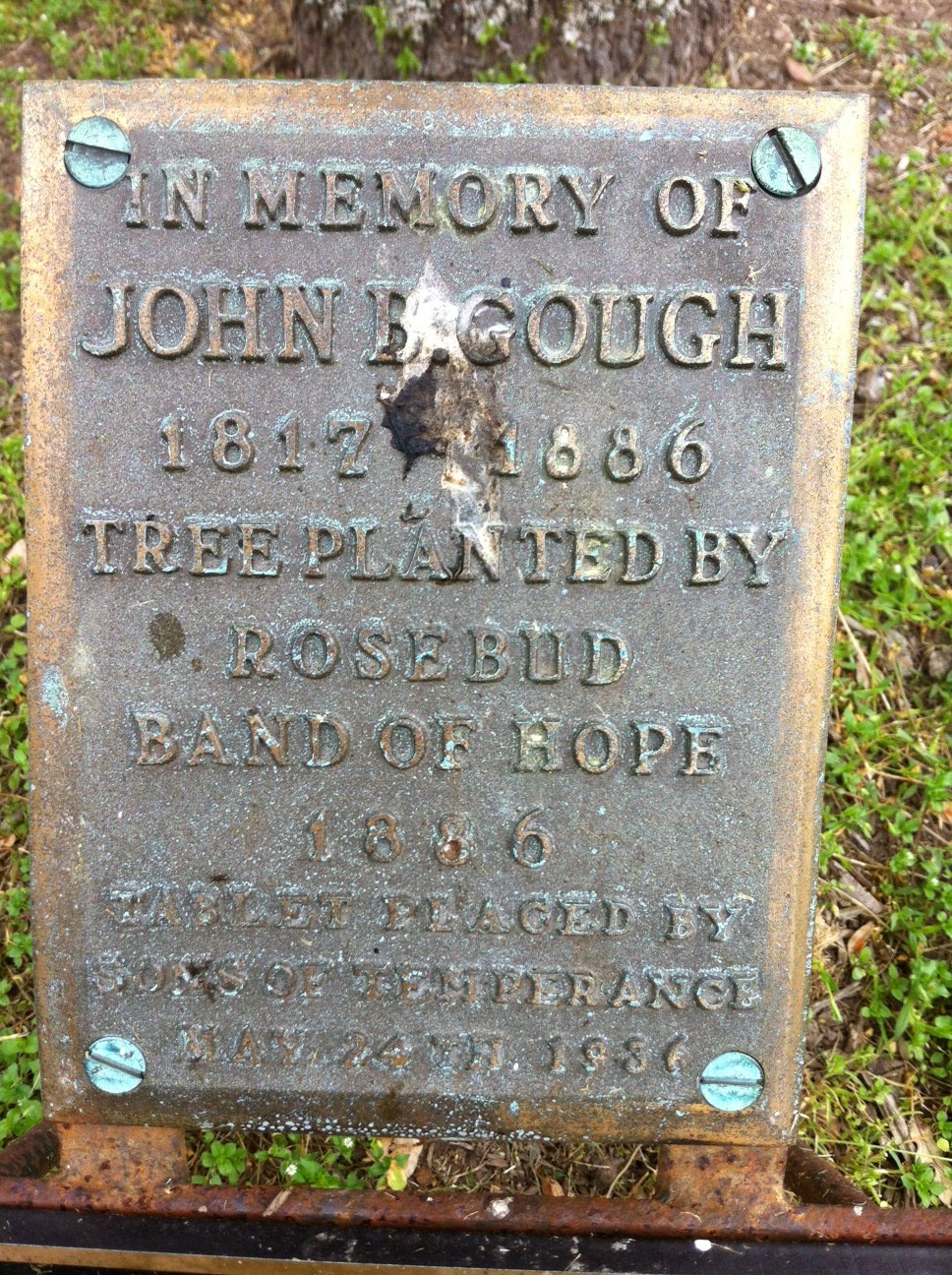
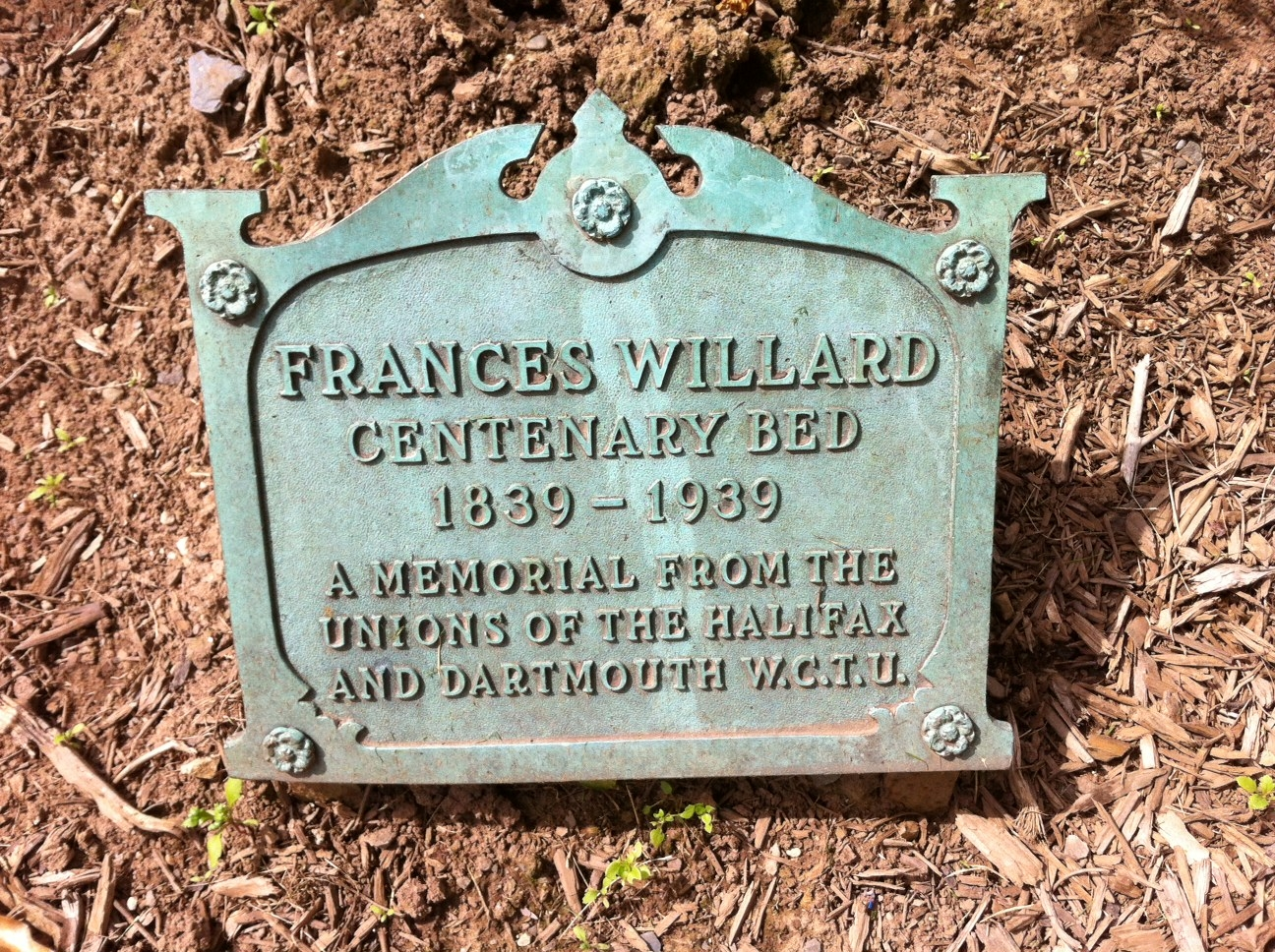